# Ryōtarō Nakamura
Ryōtarō Nakamura (jap. 中村 亮太朗, Nakamura Ryōtarō; * 27. September 1997 in Niigata, Präfektur Niigata) ist ein japanischer Fußballspieler.

## Karriere
Ryōtarō Nakamura erlernte das Fußballspielen in der Schulmannschaft der Niigata Meikun High School sowie in der Universitätsmannschaft der Chūō-Universität. Von Juni 2019 bis Saisonende wurde er von der Universität an Ventforet Kofu ausgeliehen. Der Verein aus Kōfu spielte in der zweiten japanischen Liga, der J2 League. Nach der Ausleihe wurde er Anfang 2020 von Ventforet fest verpflichtet. Sein Zweitligadebüt gab er am 4. Juli 2020 im Auswärtsspiel gegen den Matsumoto Yamaga FC. Hier stand er in der Startelf und wurde in der 67. Minute gegen Hideomi Yamamoto ausgewechselt. Für Kofu absolvierte er 59 Ligaspiele. Im Januar 2022 wechselte er zum Erstligisten Kashima Antlers. Nach 15 Erstligaspielen wechselte er im August 2023 auf Leihbasis zu seinem ehemaligen Verein Ventforet Kofu. Hier bestritt er bis Saisonende zwölf Ligaspiele. Die Saison 2024 wurde er an den Zweitligisten Shimizu S-Pulse ausgeliehen. Am Ende der Saison 2024 feierte er die Meisterschaft und stieg in die erste Liga auf. Nach dem Aufstieg kehrte er zu den Antlers zurück. Hier wurde sein Vertrag nicht verlängert. Im Januar 2025 verpflichtete ihn der Zweitligist Montedio Yamagata.

## Erfolge
Shimizu S-Pulse
- Japanischer Zweitligameister: 2024